# IC 3148
IC 3148 је спирална галаксија у сазвјежђу Дјевица која се налази на листи објеката дубоког неба у Индекс каталогу.
Деклинација објекта је + 7° 52' 14" а ректасцензија 12h 19m 21,6s. Привидна величина (магнитуда) објекта IC 3148 износи 14,6 а фотографска магнитуда 15,2. IC 3148 је још познат и под ознакама MCG 1-31-55, CGCG 42-16, VCC 343, PGC 39658.